# Јелена Веснина
Јелена Сергејевна Веснина (рус. Елена Сергеевна Веснина; 1. август 1986) руска је тенисерка. Највећи успеси у појединачној конкуренцији су јој трофеј у Индијан Велсу 2017. и полуфинале Вимблдона 2016. године.
У конкуренцији парова је дошла до првог места на ВТА листи, а заједно са сународницом Јекатерином Макаровом освојила три гренд слем турнира, ВТА првенство и златну медаљу на Олимпијским играма 2016. у Риу де Жанеиру. Веснина је такође два пута у каријери освојила Фед куп са репрезентацијом Русије, 2007. и 2008.

## Приватни живот
Јелена Веснина кћерка је Сергеја и Ирине Веснине, и има брата Дмитрија. Рођена је 1. августа 1986. у Лавову (некадашњи Совјетски Савез, данашња Украјина), али је одрасла у руском Сочију, где тренутно и живи. Тенис је почела да игра са седам година на наговор мајке Ирине, а први тренер био јој је Јуриј Васиљевич, који је такође тренирао Марију Шарапову. Узор у детињству била јој је Мартина Хингис. Тренутно је тренира бивши професионални тенисер Андреј Чесноков, а претходно су је тренирали отац Сергеј и Борис Конујушсков.
Поред тениса, Веснина као своје омиљене спортове наводи фудбал, кошарка и хокеј на леду, а упоредо са тенисом и студира. Омиљени певачи су јој Џејмс Блант и Елтон Џон, а глумци Бред Пит, Колин Фарел, Ал Пачино и Вил Смит. Као омиљене тениске подлоге наводи шљаку и тврду, а омиљени турнири су јој Отворено првенство Француске, на ком је 2009. достигла финале женских парова заједно са Викторијом Азаренком, и Куп Кремља, који се одржава у Русији.

## Стил игре
Веснина је играчица са основне линије, али се такође успешно сналази на мрежи, и у стању је да се великом брзином креће по терену. У својој игри наглашава пласирање лопте и стратегију. Њена највећа слабост свакако је њен сервис. Веснина често прави и по више двоструких сервис грешака по мечу. Због карактеристика своје игре често је пореде са руском тенисерком Јеленом Дементјевом.

## Опрема
Веснина носи опрему марке Адидас и користи Babolat рекет, модел Babolat Pure Storm.

## Статистике у каријери

### Гренд слем финала у женским паровима (3–5)
| Исход  | Година | Турнир                        | Подлога | Партнерка           | Противнице                                    | Резултат         |
| Пораз  | 2009   | Отворено првенство Француске  | Шљака   | Викторија Азаренка  | Анабел Медина Гаригес Вирхинија Руано Паскуал | 1–6, 1–6         |
| Пораз  | 2010   | Вимблдон                      | Трава   | Вера Звонарјова     | Ванја Кинг Јарослава Шведова                  | 6(6)–7, 2–6      |
| Пораз  | 2011   | Отворено првенство Француске  | Шљака   | Сања Мирза          | Андреа Хлавачкова Луција Храдецка             | 4–6, 3–6         |
| Победа | 2013   | Отворено првенство Француске  | Шљака   | Јекатерина Макарова | Сара Ерани Роберта Винчи                      | 7–5, 6–2         |
| Пораз  | 2014   | Отворено првенство Аустралије | Тврда   | Јекатерина Макарова | Сара Ерани Роберта Винчи                      | 4–6, 6–3, 5–7    |
| Победа | 2014   | Отворено првенство САД        | Тврда   | Јекатерина Макарова | Мартина Хингис Флавија Пенета                 | 2–6, 6–3, 6–2    |
| Пораз  | 2015   | Вимблдон                      | Трава   | Јекатерина Макарова | Мартина Хингис Сања Мирза                     | 7–5, 6(4)–7, 5–7 |
| Победа | 2017   | Вимблдон                      | Трава   | Јекатерина Макарова | Џан Хаоћинг Моника Никулеску                  | 6–0, 6–0         |

### Гренд слем финала у мешовитим паровима (1–4)
| Исход  | Година | Турнир                       | Подлога | Партнерка     | Противнице                     | Резултат         |
| Пораз  | 2011   | Вимблдон                     | Трава   | Махеш Бупати  | Јирген Мелцер Ивета Бенешова   | 3–6, 2–6         |
| Пораз  | 2012.  | ОП Аустралије                | Тврда   | Леандер Паес  | Бетани Матек Сандс Орија Текау | 3–6, 7–5, [3–10] |
| Пораз  | 2012.  | Вимблдон                     | Трава   | Леандер Паес  | Лиса Рејмонд Мајк Брајан       | 3–6, 7–5, 4–6    |
| Победа | 2016   | ОП Аустралије                | Тврда   | Бруно Соареш  | Коко Вандевеј Орија Текау      | 6–4, 4–6, [10–5] |
| Пораз  | 2021   | Отворено првенство Француске | Трава   | Аслан Карацев | Дезире Кравчик Џо Салисбери    | 6–2, 4–6, [5–10] |

### ВТА финала појединачно (3–7)
| Легенда: Пре 2009.  | Легенда: Од 2009.     |
| ------------------- | --------------------- |
| Гренд слем (0/0)    |                       |
| ВТА првенство (0/0) |                       |
| Тијер I (0/0)       | Главни Премијер (1/1) |
| Тијер II (0/0)      | Премијер 5 (0/0)      |
| Тијер III (0/0)     | Премијер (1/4)        |
| Тијер IV и V (0/0)  | Међународни (1/5)     |

| Исход  | #  | Датум              | Турнир       | Подлога | Противница              | Резултат         |
| Пораз  | 1. | 10. јануар 2009.   | Окланд       | Тврда   | Јелена Дементјева       | 4–6, 1–6         |
| Пораз  | 2. | 29. август 2009.   | Њухејвен     | Тврда   | Каролина Возњацки       | 2–6, 4–6         |
| Пораз  | 3. | 31. јул 2010.      | Истанбул     | Тврда   | Анастасија Пављученкова | 7–5, 5–7, 4–6    |
| Пораз  | 4. | 25. септебмар 2010 | Ташкент      | Тврда   | Ала Кудрјавцева         | 4–6, 4–6         |
| Пораз  | 5. | 10. април 2011     | Чарлстон     | Шљака   | Каролина Возњацки       | 2–6, 3–6         |
| Пораз  | 6. | 5. мај 2012        | Будимпешта   | Шљака   | Сара Ерани              | 5–7, 4–6         |
| Победа | 1. | 12. јануар 2013    | Хобарт       | Тврда   | Мона Бартел             | 6–3, 6–4         |
| Победа | 2. | 22.јун 2013        | Истборн      | Трава   | Џејми Хамптон           | 6–2, 6–1         |
| Пораз  | 8. | 10. април 2016     | Чарлстон     | Шљака   | Слоун Стивенс           | 6–7(4), 2–6      |
| Победа | 3. | 19. март 2017      | Индијан Велс | Тврда   | Светлана Кузњецова      | 6–7(6), 7–5, 6–4 |

### ВТА финала у паровима (19–26)
| Легенда: Пре 2009.  | Легенда: Од 2009.     |
| ------------------- | --------------------- |
| Гренд слем (0/2)    |                       |
| ВТА првенство (0/0) |                       |
| Тијер I (1/0)       | Главни Премијер (0/0) |
| Тијер II (0/5)      | Премијер 5 (0/0)      |
| Тијер III (1/1)     | Премијер (0/0)        |
| Тијер IV и V (1/0)  | Интернашонал (0/0)    |

| Исход  | #   | Датум    | Турнир                        | Подлога | Партнерка            | Противнице                                    | Резултат           |
| Победа | 1.  | 06–11–05 | Квебек Сити                   | Тврда   | Анастасија Родионова | Лига Декмијере Ешли Харклроуд                 | 6(4)–7, 6–4, 6–2   |
| Пораз  | 1.  | 19–02–06 | Бангалор                      | Тврда   | Анастасија Родионова | Сања Мирза Лизел Хубер                        | 3–6, 3–6           |
| Пораз  | 2.  | 24–10–06 | Пекинг                        | Тврда   | Ана Чакветадзе       | Вирхинија Руано Паскуал Паола Суарез          | 2–6, 4–6           |
| Победа | 2.  | 13–01–07 | Хобарт                        | Тврда   | Јелена Лиховцева     | Анабел Медина Гаригес Вирхинија Руано Паскуал | 2–6, 6–1, 6–2      |
| Пораз  | 3.  | 18–02–07 | Антверп                       | Тепих   | Јелена Лиховцева     | Кара Блек Лизел Хубер                         | 5–7, 6–4, 1–6      |
| Пораз  | 4.  | 06–05–07 | Варшава                       | Шљака   | Јелена Лиховцева     | Вера Душевина Татјана Перебијнис              | 5–7, 6–3, [2–10]   |
| Победа | 3.  | 22–03–08 | Индијан Велс                  | Тврда   | Динара Сафина        | Ци Јан Ђе Женг                                | 6–1, 1–6, [10–8]   |
| Пораз  | 5.  | 13–04–08 | Амелија Ајланд                | Шљака   | Викторија Азаренка   | Бетани Матек Владимира Ухлиржова              | 3–6, 1–6           |
| Пораз  | 6.  | 20–07–08 | Станфорд                      | Тврда   | Вера Звонарјова      | Кара Блек Лизел Хубер                         | 4–6, 3–6           |
| Пораз  | 7.  | 24–05–09 | Париз                         | Шљака   | Викторија Азаренка   | Анабел Медина Гаригес Вирхинија Руано Паскуал | 1–6, 1–6           |
| Пораз  | 8.  | 05–07–10 | Вимблдон                      | Трава   | Вера Звонарјова      | Ванја Кинг Јарослава Шведова                  | 6(6)–7, 2–6        |
| Победа | 4.  | 19-03-11 | Индијан Велс                  | Тврда   | Сања Мирза           | Бетани Матек Сандс Меган Шонеси               | 6–0, 7–5           |
| Победа | 5.  | 10-04-11 | Чарлстон                      | Шљака   | Сања Мирза           | Бетани Матек Сандс Меган Шонеси               | 6–4, 6–4           |
| Пораз  | 9.  | 03-06-11 | Отворено првенство Француске  | Шљака   | Сања Мирза           | Андреа Хлавачкова Луција Храдецка             | 4-6, 3-6           |
| Победа | 6.  | 16–10–11 | Линц                          | Тврда   | Марина Ераковић      | Јулија Гергес Ана-Лена Гренефелд              | 7–5, 6–1           |
| Пораз  | 10. | 25-02-12 | УАЕ Тениско првенство Дубаија | Тврда   | Сања Мирза           | Лиса Рејмонд Лизел Хубер                      | 2–6, 1–6           |
| Пораз  | 11. | 17-03-12 | Индијан Велс                  | Тврда   | Сања Мирза           | Лиса Рејмонд Лизел Хубер                      | 2–6, 3–6           |
| Пораз  | 12. | 13-05-12 | Мадрид                        | Шљака   | Јекатерина Макарова  | Сара Ерани Роберта Винчи                      | 1–6, 6–3 [4–10]    |
| Пораз  | 13. | 20-05-12 | Рим                           | Шљака   | Јекатерина Макарова  | Сара Ерани Роберта Винчи                      | 2–6, 5–7           |
| Победа | 7.  | 06-10-12 | Пекинг                        | Тврда   | Јекатерина Макарова  | Нурија Љагостера Вивес Сања Мирза             | 7–5, 7–5           |
| Победа | 8.  | 21-10-12 | Москва                        | Тврда   | Јекатерина Макарова  | Нађа Петрова Марија Кириленко                 | 6–3, 1–6 [10–8]    |
| Победа | 9.  | 16-03-13 | Индијан Велс                  | Тврда   | Јекатерина Макарова  | Нађа Петрова Катарина Среботник               | 6–0, 5–7 [10–6]    |
| Победа | 10. | 09-06-13 | Отворено првенство Француске  | Шљака   | Јекатерина Макарова  | Сара Ерани Роберта Винчи                      | 7–5, 6–2           |
| Пораз  | 14. | 27-10-13 | ВТА првенство                 | Тврда   | Јекатерина Макарова  | Су Веи Хсије Пенг Шуај                        | 4–6, 5–7           |
| Победа | 15. | 24-01-14 | ОП Аустралије                 | Тврда   | Јекатерина Макарова  | Сара Ерани Роберта Винчи                      | 4–6, 6–3, 5–7      |
| Пораз  | 16. | 30-03-14 | Мајами                        | Тврда   | Јекатерина Макарова  | Мартина Хингис Забине Лизики                  | 6–4, 4–6 [5–10]    |
| Победа | 11. | 06-09-14 | Отворено првенство САД        | Тврда   | Јекатерина Макарова  | Мартина Хингис Флавија Пенета                 | 2–6, 6–3, 6–2      |
| Пораз  | 17. | 21-03-15 | Индијан Велс                  | Тврда   | Јекатерина Макарова  | Мартина Хингис Сања Мирза                     | 3–6, 4–6           |
| Пораз  | 18. | 05-04-15 | Мајами                        | Тврда   | Јекатерина Макарова  | Мартина Хингис Сања Мирза                     | 5–7, 1–6           |
| Пораз  | 19. | 11–07–15 | Вимблдон                      | Трава   | Јекатерина Макарова  | Мартина Хингис Сања Мирза                     | 7–5, 6–7(4), 5–7   |
| Пораз  | 20. | 15-05-16 | Рим                           | Шљака   | Јекатерина Макарова  | Сања Мирза Мартина Хингис                     | 1–6, 7–6(5) [3–10] |
| Пораз  | 21. | 05-06-16 | Отворено првенство Француске  | Шљака   | Јекатерина Макарова  | Каролин Гарсија Кристина Младеновић           | 3-6 6-2 4-6        |
| Победа | 12. | 24-10-15 | Москва                        | Тврда   | Дарија Касаткина     | Ирина-Камелија Бегу Моника Никулеску          | 6–3, 6–7(7) [10–5] |
| Победа | 13. | 31-07-16 | Монреаль                      | Тврда   | Јекатерина Макарова  | Моника Никулеску Симона Халеп                 | 6–3, 7–6(5)        |
| Победа | 14. | 14-08-16 | Олимпијске игре               | Тврда   | Јекатерина Макарова  | Тимеа Бачински Мартина Хингис                 | 6–4, 6–4           |
| Победа | 15. | 30-10-16 | ВТА првенство                 | Тврда   | Јекатерина Макарова  | Бетани Матек Сандс Луција Шафаржова           | 7–6(5), 6–3        |
| Пораз  | 22. | 07-01-17 | Бризбејн                      | Тврда   | Јекатерина Макарова  | Сања Мирза Бетани Матек Сандс                 | 2–6, 3–6           |
| Победа | 16. | 25-02-17 | УАЕ Тениско првенство Дубаија | Тврда   | Јекатерина Макарова  | Андреа Хлавачкова Пенг Шуај                   | 6–2, 4–6 [10–7]    |
| Пораз  | 23. | 21-05-17 | Рим                           | Шљака   | Јекатерина Макарова  | Мартина Хингис Џан Јунгжан                    | 5-7, 6-7(4)        |
| Победа | 17. | 15-07-17 | Вимблдон                      | Трава   | Јекатерина Макарова  | Џан Хаоћинг Моника Никулеску                  | 6–0, 6–0           |
| Победа | 18. | 13-08-17 | Торонто                       | Тврда   | Јекатерина Макарова  | Ана-Лена Гренефелд Квјета Пешке               | 6–0, 6–4           |
| Пораз  | 24. | 26-01-18 | ОП Аустралије                 | Тврда   | Јекатерина Макарова  | Тимеа Бабош Кристина Младеновић               | 4–6, 3–6           |
| Пораз  | 25. | 17-03-18 | Индијан Велс                  | Тврда   | Јекатерина Макарова  | Сје Су-веј Барбора Стрицова                   | 4–6, 4–6           |
| Победа | 19. | 12-05-18 | Мадрид                        | Шљака   | Јекатерина Макарова  | Тимеа Бабош Кристина Младеновић               | 2–6, 6–4 [10–8]    |
| Пораз  | 26. | 10-07-21 | Вимблдон                      | Трава   | Вероника Кудерметова | Белгија Елисе Мертенс · Сје Су-веј            | 6–3, 5–7, 7–9      |

### Фед куп финала (2–3)
| Исход  | Година | Локација | Подлога | Победнице                                                                                 | Финалисткиње                                                                                             | Резултат |
| Победа | 2007   | Москва   | Тврда   | Русија · Јелена Веснина · Светлана Кузњецова · Нађа Петрова · Ана Чакветадзе              | Италија · Роберта Винчи · Флавија Пенета · Мара Сантанђело · Франческа Скјавоне                          | 4–0      |
| Победа | 2008   | Мадрид   | Шљака   | Русија · Јелена Веснина · Вера Звонарјова · Светлана Кузњецова · Јекатарина Макарова      | Шпанија · Нурија Љагостера Вивес · Анабел Медина Гаригес · Вирхинија Руано Паскуал · Карла Суарез Наваро | 4–0      |
| Пораз  | 2011   | Москва   | Тврда   | Русија · Марија Кириленко · Светлана Кузњецова · Анастасија Пављученкова · Јелена Веснина | Чешка · Петра Квитова · Луција Шафаржова · Луција Храдецка · Квјета Пешке                                | 2–3      |
| Пораз  | 2013   | Каљари   | Шљака   | Русија · Није играла у финалу                                                             | Италија · Сара Ерани · Роберта Винчи · Флавија Пенета · Карин Кнап                                       | 0–4      |
| Пораз  | 2015   | Праг     | Тврда   | Русија · Анастасија Пављученкова · Марија Шарапова · Јелена Веснина                       | Чешка · Петра Квитова · Каролина Плишкова · Барбора Стрицова                                             | 2–3      |